# Typhonium circinnatum
Typhonium circinnatum är en kallaväxtart som beskrevs av Wilbert Leonard Anna Hetterscheid och J.Mood. Typhonium circinnatum ingår i släktet Typhonium och familjen kallaväxter. IUCN kategoriserar arten globalt som starkt hotad.
Artens utbredningsområde är Vietnam. Inga underarter finns listade.